# Flurlingen
Flurlingen es una comuna suiza del cantón de Zúrich, ubicada en el distrito de Andelfingen. Limita al norte con la comuna de Schaffhausen (SH), al este con Feuerthalen, al sur con Laufen-Uhwiesen, y al oeste con Neuhausen am Rheinfall (SH).